# 597
597(오백구십칠)은 596보다 크고 598보다 작은 자연수다.

## 수학
- 합성수로, 그 약수는 1, 3, 199, 597이다. 진약수의 합은 203이므로, 597은 부족수다.

## 과학
- NGC 597(독일어판, 프랑스어판): 조각가자리 방향에 있는 막대나선은하.

## 교통
- 597번 지방도: 대한민국의 과거 지방도. 508번 지방도에 통합되었다.

## 군사
- U-597(영어판): 제2차 세계 대전에 사용된 나치 독일의 군용 잠수함.

## 문화유산
- 대한민국의 보물 제597호: 토기 융기문 발

## 기타
- 연도: 597년, 기원전 597년